# چیاخچین
چیاخچین (به لهستانی:  Ciachcin) یک روستا در لهستان است که در گمینا بیلسک واقع شده‌است. چیاخچین ۱۷۰ نفر جمعیت دارد.